# أندرو ديفيز (لاعب دارت)
أندرو ديفيز (بالإنجليزية: Andrew Davies)‏ هو لاعب دارت بريطاني، ولد في 19 مايو 1983 في كارماذن ‏ في المملكة المتحدة.

## وصلات خارجية
- أندرو ديفيز على موقع DartsDatabase.co.uk (الإنجليزية)